# Víctor Licandro
Licandro  Martínez est un nom espagnol. Le premier nom de famille, en général paternel, est Licandro ; le second, en général maternel, souvent omis, est Martínez.
Víctor Manuel Licandro Martínez  (né le 26 février 1918 à Tacuarembó, Uruguay et mort le 30 mars 2011 à Montevideo, Uruguay) est un journaliste, politique et militaire uruguayen, qui participa à la fondation de la coalition de gauche du Front large en vue des élections générales de 1971. Incarcéré sous la dictature militaire (1973-1985), il a continué à exercer des fonctions au sein du Front large lors de la transition démocratique. Il démissionna en 2007 de la présidence du Tribunal de conduite du Front large en raison de désaccords avec le gouvernement Vázquez, refusant de considérer le Front large comme une simple courroie de transmission du gouvernement et s'opposant à la politique trop modérée à son goût de Tabaré Vázquez.

## De la dictature de Terra à la dictature militaire de 1973-1985
Víctor Licandro fut arrêté à 15 ans pour des raisons politiques sous la dictature de Terra (années 1930). Il participa en 1947 aux travaux topographiques, en collaboration avec l'Institut militaire argentin, en préparation du chantier binational de la centrale hydroélectrique de Salto Grande. En 1951, il fut envoyé en Europe pour réaliser des études de cartographie, visitant des installations en Suisse et aux Pays-Bas et travailla en 1953 pour une commission de l'Institut Géographique Militaire chargée de préparer la construction de centrales hydro-électriques. De 1956 à 1961, il fut le secrétaire général, élu à deux reprises, de la Commission directrice du Centre militaire. Il fut aussi élu en 1958, à l'unanimité des officiers de la Région militaire no 3, membre du Tribunal d'honneur de l'armée. En 1968, en désaccord, tout comme le général Seregni, avec la politique autoritaire du gouvernement Jorge Pacheco Areco, il démissionna de l'armée, puis fonda, en 1970, la Chambre de défense du patrimoine (Cadapan), qu'il présida.
Le 5 février 1971, il participa au lancement officiel du Front large aux côtés du général Seregni, coalition de gauche rassemblant du Parti communiste au Parti démocrate chrétien, en passant par des dissidents blanco et colorado ainsi que par le Mouvement du 26 mars, proche des Tupamaros. La même année, il fut invité à arbitrer lors de deux duels, l'un opposant le sénateur et ex-ministre Enrique Erro au ministre de l'Intérieur, le brigadier Danilo Sena, l'autre opposant le président du Front large, Seregni, au général Juan Pedro Ribas. Par ailleurs, il était membre du comité éditorial du journal Ahora (es) de 1971 à 1973.
Après le coup d'État de juin 1973, il fut arrêté au domicile du colonel Carlos Zufriategui, avec le général Seregni et Zufriategui, le 9 juillet 1973, jour d'une manifestation contre la dictature militaire alors présidée par Juan María Bordaberry. 23 autres officiers furent arrêtés. En 1975, un tribunal militaire le condamna, avec Seregni, à la déchéance de son grade militaire et de ses droits civiques et à des dizaines d'années de prison. Il était accusé de « subversion » et de pro-communisme.

## De la transition démocratique à la victoire du Front large
Il ne fut libéré que le 11 avril 1983. Toujours privé de ses droits civiques, il participa le 27 novembre 1983 à l'Acte de l'Obélisque (es), une manifestation multipartite en faveur de la tenue d'élections démocratiques. Lors de la transition démocratique, il occupa alors divers postes de responsabilité au sein du Front large, dont la présidence du Tribunal de conduite politique entre mai 1994 et octobre 2007 ou la présidence de la Commission de la défense du Front large de 1986 à 2005.
En désaccord dans les années 1990 avec le président du Front large, Líber Seregni, qu'il trouvait trop timoré, il démissionna en 2007 du Tribunal de conduite politique, aux côtés de Carlos Gómez Haedo et de Juan Olivera,, à la suite de son agacement provoqué par l'affaire de corruption touchant Juan Carlos Bengoa, ex-directeur des casinos de Montevideo de 2000 à 2005 et nommé par le ministre de l'Économie Danilo Astori (Assemblée Uruguay) à la tête de la Direction générale des casinos, qui fut mis en examen et incarcéré en décembre 2007. Licandro et ses collègues démissionnaires considéraient en effet que le Tribunal de conduite politique du Front devait juger tous les membres du Front impliqué dans des malversations, qu'ils soient ou non à des postes gouvernementaux, et par conséquent Bengoa, ce qui n'avait pas été fait. Il s'opposait aussi à la politique de défense prônée par la socialiste Azucena Berruti, ministre de la Défense du gouvernement Vázquez. Licandro critiquait notamment l'alignement de l'Uruguay sur les États-Unis. Dans ces décisions, il reçut l'appui des secteurs les plus à gauche du Front, étant critiqué au contraire par son nouveau président, Jorge Brovetto, et la tendance centriste. L'Assemblée plénière du Front rejeta sa démission, mais celle-ci fut tout de même effective. Licandro conserva toutefois sa place de membre d'honneur à la Table politique et à l'Assemblée plénière du Front.
Licandro a reçu, avec d'autres personnalités, le Prix José D'Elía en décembre 2009, octroyé par la confédération syndicale PIT-CNT.
Il meurt le 30 mars 2011 à 93 ans.

### Source originale
- (es) Cet article est partiellement ou en totalité issu de l’article de Wikipédia en espagnol intitulé « Víctor Licandro » (voir la liste des auteurs).